# Amatori Calcio Gioiese 1982-1983
Questa voce raccoglie le informazioni riguardanti l'Amatori Calcio Gioiese nelle competizioni ufficiali della stagione 1982-1983.

## Rosa
| N. |                   | Ruolo | Calciatore           |
| -- | ----------------- | ----- | -------------------- |
|    | Italia (bandiera) | C     | Antonino Arigò       |
|    | Italia (bandiera) | P     | Giuseppe Barillà     |
|    | Italia (bandiera) | C     | Rocco Cadile         |
|    | Italia (bandiera) | D     | Gesualdo Calabrese   |
|    | Italia (bandiera) | A     | Giancarlo Chiappetta |
|    | Italia (bandiera) | C     | Domenico Del Bello   |
|    | Italia (bandiera) | P     | Francesco Gentiluomo |
|    | Italia (bandiera) | C     | Domenico Mannino     |
|    | Italia (bandiera) | C     | Agostino Mercuri     |
|    | Italia (bandiera) | A     | Gaetano Montenegro   |
|    | Italia (bandiera) | A     | Giuseppe Naso        |

| N. |                   | Ruolo | Calciatore          |
| -- | ----------------- | ----- | ------------------- |
|    | Italia (bandiera) | D     | Rocco Papaleo       |
|    | Italia (bandiera) | D     | Giuseppe Pedullà    |
|    | Italia (bandiera) | D     | Vincenzo Ronzulli   |
|    | Italia (bandiera) | C     | Agostino Rosaclerio |
|    | Italia (bandiera) | A     | Giovanni Scigliano  |
|    | Italia (bandiera) | D     | Vincenzo Scioletti  |
|    | Italia (bandiera) | C     | Francesco Parisi    |
|    | Italia (bandiera) | C     | Michele Sorace      |
|    | Italia (bandiera) | C     | Domenico Varrà      |
|    | Italia (bandiera) | D     | Edi Zambon          |

|-
|
|[[File:{{Naz/{{{nazione}}}|a}}|class=noviewer|{{Naz/{{{nazione}}}|c}} (bandiera)|20x16px]]
|{{{ruolo}}}
|{{{nome}}} 